# コレコレがテレ朝でアイドルPをやってみたら
『コレコレがテレ朝でアイドルPをやってみたら』（コレコレがテレあさでアイドルピーをやってみたら）は、2019年3月1日から5月24日までテレ朝動画で配信されていたバラエティ番組である（現在終了）。番組略称は『コレP』。

## 内容
人気配信者のコレコレがテレビ局・テレビ朝日と組み、新人アイドルKore:ctを本気でプロデュース。のはずだったが、テレビ界の常識を無視したコンプライアンスチェックなど、独特のプロデュース方法、課題を与えアイドルたちを困惑、成長、紹介していく配信バラエティ番組。当初は番組を見るのには月額540円の「コレP」会員になることが必要で、別途特典つきの「コレ株」を販売。2000コレ株を集められなかったら番組終了をアナウンスしていた。番組終了後は番組のパック購入が可能となっている。
2019年4月18日にはテレビ朝日『サン・ジェルマン伯爵は知っている』内でも番組宣伝を兼ねて一部内容が放送された。

## 出演者
- コレコレ
- Kore:ct（コレクト）
  - 水乃ゆうる（みずのゆうる）
  - 白田ましろ（しらたましろ）
  - 人間一号（ひとまいちごう）
  - 依澄ちの（いずみちの）

## 放送リスト
| 配信回 | 初回配信日    | おもな企画                                                  | 配信分            | ゲスト                |
| ------ | ------------- | ----------------------------------------------------------- | ----------------- | --------------------- |
| #1     | 2019年 3月1日 | センターのためならPの誘いに乗るか? 抜き打ちコンプラチェック | 前半17分 後半16分 |                       |
| #2     | 3月8日        | アイドルの履歴書から黒歴史を暴け                            | 21分              |                       |
| #3     | 3月15日       | コレコレP魂の個人相談                                       | 25分              |                       |
| #4     | 3月22日       | 前代未聞、ASMR作品を作ろう                                  | 28分              |                       |
| #5     | 3月29日       | LINEを既読無視撲滅運動                                      | 22分              |                       |
| #6     | 4月5日        | コレコレ×Kore:ct、サシ飲み本音トーク                        | 24分              |                       |
| #7     | 4月12日       | 新プロジェクト始動 コレ株主様の自宅をドッキリ訪問           | 11分 20分         |                       |
| #8     | 4月9日        | 地上波出演!緊急企画!取れ高埋めなきゃ電気ショック!           | 21分              |                       |
| #9     | 4月26日       | コレPがターゲット!?Kore:ctちの告白ドッキリ                  | 21分              |                       |
| #10    | 5月3日        | コレP逆ドッキリ!!Kore:ctはドッキリ企画をやりとおせる?       | 25分              |                       |
| #11    | 5月10日       | ライブ中に無茶ぶり!コレコレDのカンペ指示を遂行せよ          | 27分              |                       |
| #12    | 5月17日       | コレ株主総会2000人突破できたのか                            | 33分              | 現実りずむ 恋遙ひより |
| #13    | 5月24日       | コレ株主対抗コレコレクイズ                                  | 29分              | 現実りずむ 恋遙ひより |

## 主題歌
- Kore:ct「ステンダ」（KG_project）作詞：久下真音、作曲：曽木琢磨（SUPA LOVE）

## スタッフ
- 制作協力：ライバー
- 制作著作：テレビ朝日